# جمع تلقائي للمخلفات بالتفريغ

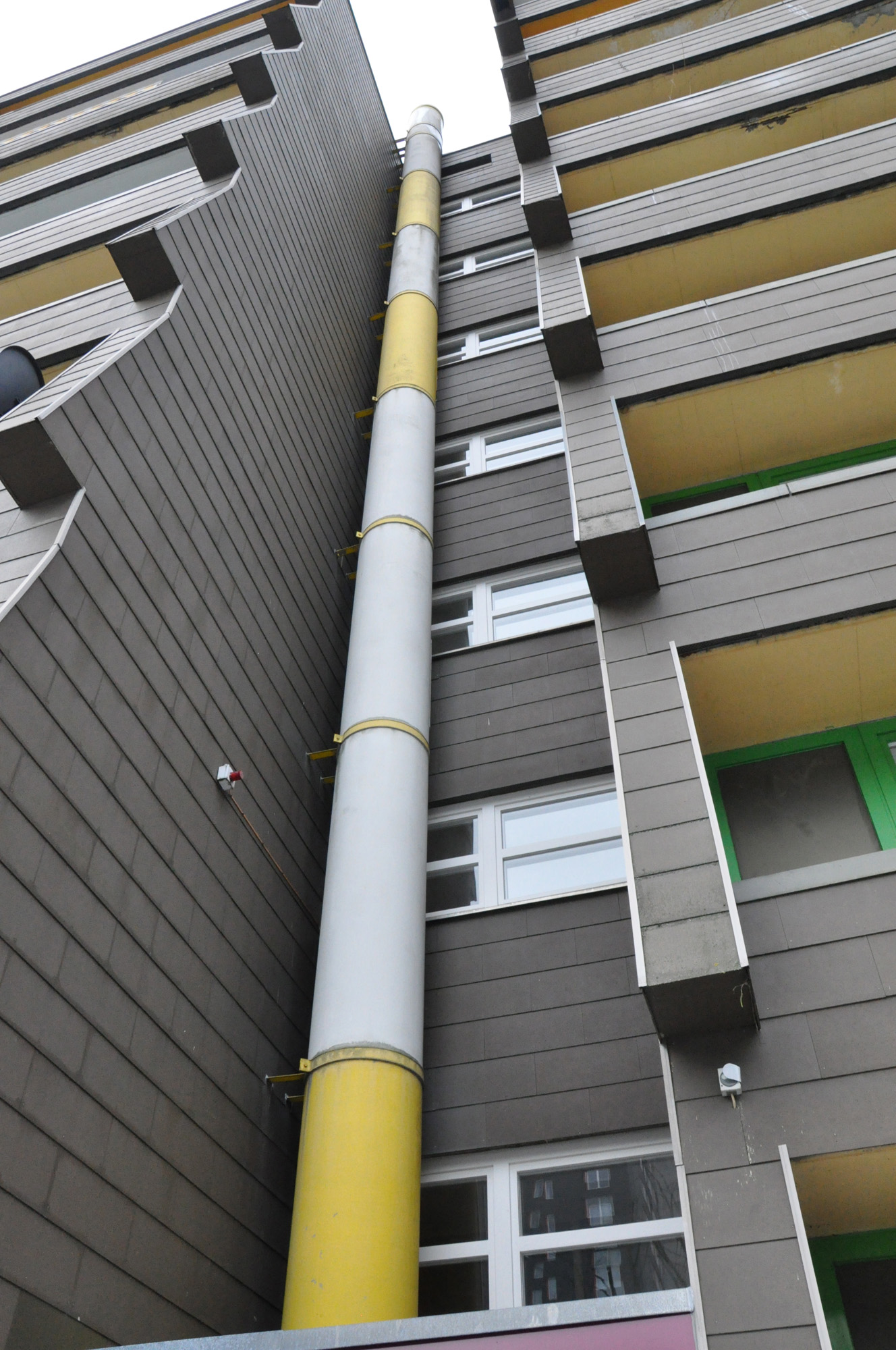

يقوم نظام الجمع التلقائي للمخلفات بالتفريغ، ويُعرف أيضًا بنظام جمع المخلفات بالهواء المضغوط أو الجمع التلقائي بالتفريغ (إيه في إيه سي)، بنقل المخلفات بسرعة عالية عبر أنفاق تحت الأرض إلى محطة جمع حيث يتم دمجها ووضعها في حاويات محكمة الغلق. وعندما تمتلئ الحاويات، يتم نقلها بعيدًا وتفريغها. ويساعد هذا النظام على تسهيل فصل المخلفات وتدويرها.

## معلومات تاريخية
نشأ هذا النظام في السويد، حيث تم تركيبه لأول مرةٍ في عام 1961 في مستشفى سوليفتي. وتم تركيب أول نظام تفريغ للمخلفات المنزلية في منطقة أور-هالونبرجن السكنية الجديدة في السويد عام 1965.
ولا يزال مخترع هذا النظام، إينفاك إيه بي (من السويد)، موردًا هامًا له.

## الأنظمة الحالية
يتم استخدام هذا النظام في أكثر من ثلاثين دولة.
وهناك ما يقرب من ألف نظام عامل حول العالم [بحاجة لمصدر] - في الصين وجنوب شرق آسيا وكوريا والشرق الأوسط، والولايات المتحدة، وجنوب أوروبا وشمالها. ويتم تركيب هذا النوع من الأنظمة في أماكن عديدة في الولايات المتحدة الأمريكية ولكن منتجع والت ديزني العالمي وجزيرة روزفلت هما الأشهر.
تشمل المدن الرئيسية التي يعمل فيها هذا النظام كوبنهاغن وبرشلونة ولندن وستوكهولم.

## الأنظمة المُخطط تركيبها

### أوروبا
من المقرر تركيب هذا النظام في حي جاتكاساري السكني الجديد في هلسنكي، فنلندا. وتلتزم جميع وحدات الإسكان الاجتماعي وعمارات الشقق السكنية الأخرى بالاشتراك في الشبكة. وسيعمل النظام المُتصور لجاتكاساري على تسهيل فصل المخلفات وتدويرها.
سيكون بكل مبنى نقطة لجمع المخلفات تحوي حوالي خمس حاويات أو أنابيب للمخلفات، تُستخدم كلٌ منها لأنواع مختلفة من المخلفات وبسعةٍ تسمح بتخزين حِزَمٍ عديدةٍ منها. وستعمل شبكة الأنابيب الموجودة تحت الأرض بطريقةٍ مماثلة لشبكة اتصالات تحويل الطرود، حيث تنقل نوعًا واحدًا من المخلفات في المرة الواحدة. وبمجرد امتلاء صندوق جمع المخلفات أو اكتمال الحمولة، يتم نقل المخلفات إلى منطقة الجمع المركزية ودمجها مع المخلفات التي تنتمي لنفس النوع.

### أمريكا الشمالية
تستخدم جزيرة روزفلت في نيويورك نظام الجمع التلقائي للمخلفات بالتفريغ (إيه في إيه سي). وهو النظام الوحيد حاليًا الذي يخدم مجمعًا سكنيًا في الولايات المتحدة.
ومن المقرر تركيب نظام آخر في مشروع سيتي سنتر العمراني الجديد في كارميل، إنديانا (Carmel, Indiana). حيث سيخدم مجمعات سكنية ومنشآت تجارية وفندق. وأعلنت مدينة مونتريال أيضًا عن خطط لتشغيل نظام للجمع التلقائي للمخلفات بالتفريغ في منطقةٍ ترفيهية تسمَّى كارتييه دو سبيكتيكل وهو تحت الإنشاء حاليًا.